# Liste der österreichischen Meister im Grasskilauf
Die Liste der österreichischen Meister im Grasskilauf listet alle Sportler und Sportlerinnen auf, die einen österreichischen Meistertitel im Grasskilauf erringen konnten.

## Herren
| Jahr | Slalom            | Riesenslalom       | Super-G            | Parallelslalom     | Kombination        |
| ---- | ----------------- | ------------------ | ------------------ | ------------------ | ------------------ |
| 1979 | Franz Tauchner    | Thomas Amesmann    |                    |                    |                    |
| 1980 | Franz Tauchner    | Thomas Amesmann    |                    | Franz Tauchner     |                    |
| 1981 | Hannes Hofstädter | Martin Dolezal     |                    | Martin Dolezal     |                    |
| 1982 | Hannes Hofstädter | Klaus Spinka       |                    | Anton Wörndl       |                    |
| 1983 | Egon Hofer        | Werner Fagerer     |                    | Anton Wörndl       |                    |
| 1984 | Richard Karrer    | Hannes Hofstädter  |                    |                    |                    |
| 1985 | Klaus Spinka      | Werner Fagerer     |                    |                    |                    |
| 1986 | Anton Wörndl      | Richard Karrer     |                    |                    |                    |
| 1987 | Marcus Peschek    | Marcus Peschek     |                    |                    |                    |
| 1988 | Marcus Peschek    | Werner Fagerer     |                    |                    |                    |
| 1989 | Marcus Peschek    | Marcus Peschek     | Marcus Peschek     |                    | Marcus Peschek     |
| 1990 | Marcus Peschek    | Marcus Peschek     | Marcus Peschek     |                    |                    |
| 1991 | Marcus Peschek    | Werner Fagerer     |                    |                    |                    |
| 1992 | Marcus Peschek    | Marcus Peschek     |                    |                    |                    |
| 1993 | Marcus Peschek    | Marcus Peschek     |                    |                    |                    |
| 1994 | Marcus Peschek    | Marcus Peschek     | Marcus Peschek     |                    | Marcus Peschek     |
| 1995 | Christian Balek   | Richard Karrer     | Richard Karrer     |                    | Christian Balek    |
| 1996 | Christian Balek   | Richard Karrer     | Richard Karrer     |                    |                    |
| 1997 | Klaus Spinka      | Richard Höllbacher | Richard Höllbacher | Christian Balek    | Richard Höllbacher |
| 1998 | Christian Balek   | Richard Höllbacher | Christian Balek    | Richard Höllbacher | Christian Balek    |
| 1999 | Christian Balek   | Hannes Sanz        | Christian Balek    | Marcus Peschek     | Christian Balek    |
| 2000 | Christian Balek   | Christian Balek    | Christian Balek    |                    | Christian Balek    |
| 2001 | Marcus Peschek    | Marcus Peschek     | Richard Höllbacher |                    | Marcus Peschek     |
| 2002 | Marcus Peschek    | Marcus Peschek     | Kurt Schweinberger |                    | Kurt Schweinberger |
| 2003 | Christian Balek   | Christian Balek    | Christian Balek    |                    | Christian Balek    |
| 2004 | Marcus Peschek    | Marcus Peschek     | Marcus Peschek     |                    | Marcus Peschek     |
| 2005 | Michael Stocker   | Michael Stocker    | Michael Stocker    |                    | Michael Stocker    |
| 2006 | Michael Stocker   | Michael Stocker    | Michael Stocker    |                    | Michael Stocker    |
| 2007 | Michael Stocker   | Michael Stocker    | Michael Stocker    |                    | Michael Stocker    |
| 2008 | Michael Stocker   | Michael Stocker    | Michael Stocker    |                    | Michael Stocker    |
| 2009 | Michael Stocker   | Michael Stocker    | Michael Stocker    |                    | Michael Stocker    |
| 2010 | Michael Stocker   | Michael Stocker    | Marcus Peschek     |                    | Michael Stocker    |
| 2011 | Jakob Rest        | Sascha Posch       | Michael Stocker    |                    | Michael Stocker    |
| 2012 |                   | Sascha Posch       | Michael Stocker    |                    | Michael Stocker    |

## Damen
| Jahr | Slalom               | Riesenslalom         | Super-G              | Parallelslalom     | Kombination        |  |
| ---- | -------------------- | -------------------- | -------------------- | ------------------ | ------------------ |  |
| 1979 | Ingrid Hirschhofer   | Ingrid Hirschhofer   |                      |                    |                    |  |
| 1980 | Ingrid Hirschhofer   | Ingrid Hirschhofer   |                      | Ingrid Hirschhofer |                    |  |
| 1981 | Ingrid Hirschhofer   | Ingrid Hirschhofer   |                      | Ingrid Hirschhofer |                    |  |
| 1982 | Ingrid Hirschhofer   | Ingrid Hirschhofer   |                      | Ingrid Hirschhofer |                    |  |
| 1983 | Ingrid Hirschhofer   | Ingrid Hirschhofer   |                      | Ingrid Hirschhofer |                    |  |
| 1984 | Ingrid Hirschhofer   | Astrid Ecker         |                      |                    |                    |  |
| 1985 | Ingrid Hirschhofer   | Claudia Otratowitz   |                      |                    |                    |  |
| 1986 | Ingrid Hirschhofer   | Ingrid Hirschhofer   |                      |                    |                    |  |
| 1987 | Ingrid Hirschhofer   | Ingrid Hirschhofer   |                      |                    |                    |  |
| 1988 | Sigrid Schweinberger | Ingrid Hirschhofer   |                      |                    |                    |  |
| 1989 | Ingrid Hirschhofer   | Ingrid Hirschhofer   | Ingrid Hirschhofer   |                    | Ingrid Hirschhofer |  |
| 1990 | Ingrid Hirschhofer   | Ingrid Hirschhofer   | Ingrid Hirschhofer   |                    |                    |  |
| 1991 | Michaela Kaiser      | Sigrid Schweinberger |                      |                    |                    |  |
| 1992 | Ingrid Hirschhofer   | Michaela Kaiser      |                      |                    |                    |  |
| 1993 | Ingrid Hirschhofer   | Ingrid Hirschhofer   |                      |                    |                    |  |
| 1994 | Ingrid Hirschhofer   | Ingrid Hirschhofer   | Ingrid Hirschhofer   |                    | Ingrid Hirschhofer |  |
| 1995 | Ingrid Hirschhofer   | Ingrid Hirschhofer   | Bettina Schweighofer |                    | Ingrid Hirschhofer |  |
| 1996 | Ingrid Hirschhofer   | Ingrid Hirschhofer   | Michaela Kaiser      |                    |                    |  |
| 1997 | Ingrid Hirschhofer   | Ingrid Hirschhofer   | Ingrid Hirschhofer   | Ingrid Hirschhofer | Ingrid Hirschhofer |  |
| 1998 | Ingrid Hirschhofer   | Bettina Schweighofer | Ingrid Hirschhofer   | Ingrid Hirschhofer | Ingrid Hirschhofer |  |
| 1999 | Bettina Schweighofer | Bettina Schweighofer | Ingrid Hirschhofer   | Ingrid Hirschhofer | Ingrid Hirschhofer |  |
| 2000 | Ingrid Hirschhofer   | Ingrid Hirschhofer   | Ingrid Hirschhofer   |                    | Ingrid Hirschhofer |  |
| 2001 | Astrid Steinwidder   | Ingrid Hirschhofer   | Ingrid Hirschhofer   |                    | Astrid Steinwidder |  |
| 2002 | Ingrid Hirschhofer   | Ingrid Hirschhofer   | Ingrid Hirschhofer   |                    | Ingrid Hirschhofer |  |
| 2003 | Ingrid Hirschhofer   | Ingrid Hirschhofer   | Ingrid Hirschhofer   |                    | Ingrid Hirschhofer |  |
| 2004 | Ingrid Hirschhofer   | Ingrid Hirschhofer   | Ingrid Hirschhofer   |                    | Ingrid Hirschhofer |  |
| 2005 | Ingrid Hirschhofer   | Ingrid Hirschhofer   | Ingrid Hirschhofer   |                    | Ingrid Hirschhofer |  |
| 2006 |                      | Ingrid Hirschhofer   | Ingrid Hirschhofer   |                    |                    |  |
| 2007 | Ingrid Hirschhofer   | Ingrid Hirschhofer   | Ingrid Hirschhofer   |                    | Ingrid Hirschhofer |  |
| 2008 | Jacqueline Gerlach   | Ingrid Hirschhofer   | Ingrid Hirschhofer   |                    | Ingrid Hirschhofer |  |
| 2009 | Jacqueline Gerlach   | Ingrid Hirschhofer   | Ingrid Hirschhofer   |                    | Ingrid Hirschhofer |  |
| 2010 | Ingrid Hirschhofer   | Ingrid Hirschhofer   | Ingrid Hirschhofer   |                    | Ingrid Hirschhofer |  |
| 2011 | Ingrid Hirschhofer   | Ingrid Hirschhofer   | Ingrid Hirschhofer   |                    | Ingrid Hirschhofer |  |
| 2012 |                      | Ingrid Hirschhofer   |                      |                    |                    |  |